# 32 County Sovereignty Movement
Il 32 County Sovereignty Movement (irlandese: Gluaiseacht Ceannasachta na Dhá Chontae is Tríocha), spesso abbreviato in 32CSM o 32csm, è un'organizzazione politica repubblicana irlandese.
Gli obbiettivi del 32 County Sovereignty Movement sono:
- "Restaurare la sovranità nazionale irlandese";
- "Cercare di raggiungere l'unità e l'accordo tra il popolo irlandese sulla questione del ripristino della sovranità nazionale e promuovere gli ideali rivoluzionari del movimento repubblicano e, a tal fine, partecipare allo stesso movimento come rifiuto di ogni forma di colonialismo e imperialismo";
- "Chiedere l'immediato e incondizionato rilascio di tutti i prigionieri repubblicani irlandesi in tutto il mondo.".[1]

Molti dei membri fondatori del 32CSM sono stati membri dello Sinn Féin ed erano parte di un sottogruppo dello Sinn Féin chiamato 32 County Sovereignty Committee.
Il 32CSM è spesso indicato come "ala politica" della Real IRA.

## Storia
L'organizzazione è stata fondata il 7 dicembre 1997 durante un incontro nella contea di Fingal, a Dublino, da attivisti repubblicani che si trovavano in forte disaccordo con la politica adottata dallo Sinn Féin e da altri politici repubblicani nel processo di pace, che avrebbe portato, l'anno seguente, al cosiddetto Belfast Agreement (conosciuto anche come Accordo del Venerdì Santo). La stessa rottura del movimento repubblicano ha portato alla formazione di quell'organizzazione paramilitare conosciuta come Real IRA in seguito alla scissione di alcuni elementi dissidenti dalla Provisional IRA; le due scissioni sono avvenute pressoché nello stesso tempo. Il 32CSM viene spesso considerato l'"ala politica" della Real IRA,. anche se i membri rifiutano questa definizione.
La maggior parte dei suoi fondatori sono stati membri dello Sinn Féin; alcuni sono stati espulsi dal partito e altri non erano stati in grado di mantenere con esso un buon rapporto per la linea politica adottata dalla leadership. Bernadette Sands McKevitt, sorella di Bobby Sands e moglie di Michael McKevitt, era un importante membro del partito fino alla scissione nel movimento.
Il nome fa riferimento alle 32 contee d'Irlanda, che sono state create dal Regno Unito e rivendicate dalla Repubblica d'Irlanda proclamata nel 1919. A causa della divisione dell'Irlanda nel 1920-22, 26 contee sono andate a formare il Libero Stato d'Irlanda (divenuta successivamente la Repubblica d'Irlanda), mentre le altre 6 sono andate a costituire l'Irlanda del Nord, ancora oggi parte integrante del Regno Unito.
Nel novembre 2005 il 32CSM ha lanciato un'iniziativa politica del titolo Irish Democracy, A Framework For Unity (Democrazia Irlandese, un quadro per l'Unità).
Nel maggio 2014, Gary Donnely, membro importante del 32CSM, è stato eletto come indipendente nel Consiglio del Distretto di Derry e Strabane.

## Proteste
Il 32CSM ha protestato contro l'internamento sia nella Repubblica d'Irlanda sia in Irlanda del Nord.
Altre proteste sono quelle contro l'ex capo del Democratic Unionist Party (DUP) Ian Paisley; contro l'ex primo ministro inglese John Major a Cobh, nella contea di Cork, contro la visita del capo del Police Service of Northern Ireland Sir Hugh Orde, contro l'occupazione israeliana della palestina e contro quella anglo-americana dell'Iraq.
Il 32CSM è stata oggetto di proteste da parte delle famiglie delle vittime dell'attentato di Omagh del 1998, compiuto dalla Real IRA.

## Legalità
Negli Stati Uniti d'America, questo gruppo è considerato tra le organizzazioni terroristiche straniere (le cosiddette Foreign Terrorist Organization - FTO), nonché un tutt'uno con la più famosa Real IRA, già compresa nel FTO. In una conferenza del 2001, il portavoce del Dipartimento di Stato degli Stati Uniti d'America ha affermato che "prove fornite da entrambi i governi del Regno Unito e dell'Irlanda e altri materiali reperibili dimostrano chiaramente che chi ha creato la Real IRA formò anche queste due entità legali per curare l'aspetto pubblico della RIRA. Queste organizzazioni corrispondenti dunque si impegnano nella propaganda e nella raccolta di fondi per conto della RIRA e in collaborazione con essa".